# Ellen Perezová
Ellen Perezová (* 10. října 1995 Shellharbour) je australská profesionální tenistka hrající levou rukou. Ve své dosavadní kariéře na okruhu WTA Tour vyhrála osm turnajů ve čtyřhře. K nim přidala dvě deblové trofeje v sérii WTA 125. V rámci okruhu ITF získala dva tituly ve dvouhře a sedmnáct ve čtyřhře.
Na žebříčku WTA byla ve dvouhře nejvýše klasifikována v srpnu 2019 na 162. místě a ve čtyřhře pak v březnu 2024 na 8. místě. Trénuje ji David Taylor.
V australském týmu Billie Jean King Cupu debutovala v roce 2021 skupinovým utkáním pražského finále proti Belgii, v němž po boku Sandersové prohrála závěrečnou čtyřhru s Minnenovou a Flipkensovou. Australanky přesto zvítězily 2:1 na zápasy. Do dubna 2024 v soutěži nastoupila ke čtyřem mezistátním utkáním s bilancí 0–0 ve dvouhře a 1–3 ve čtyřhře.
Austrálii reprezentovala na odložených Letních olympijských hrách 2020 v Tokiu, kde v ženské čtyřhře startovala se Samanthou Stosurovou. Soutěž opustily ve čtvrtfinále po prohře s pozdějšími stříbrnými medailistkami Belindou Bencicovou a Viktorijí Golubicovou.
V letech 2014–2017 hrála univerzitní tenis za tým „Buldoků“ během studia sportovního managementu na Georgijské univerzitě.

## Tenisová kariéra
V rámci hlavních soutěží událostí okruhu ITF debutovala v únoru 2012, když s Isabelle Wallaceovou nastoupila do čtyřhry na travnatém turnaji v Milduře s dotací 25 tisíc dolarů. V úvodním kole Australanky podlehly japonské dvojici Makoto Ninomijová a Riko Sawanajagiová. Premiérový titul v této úrovni tenisu vybojovala v prosinci 2013 na hongkongské události s rozpočtem 10 tisíc dolarů, když triumfovala s krajankou Abbie Myersovou ve čtyřhře.

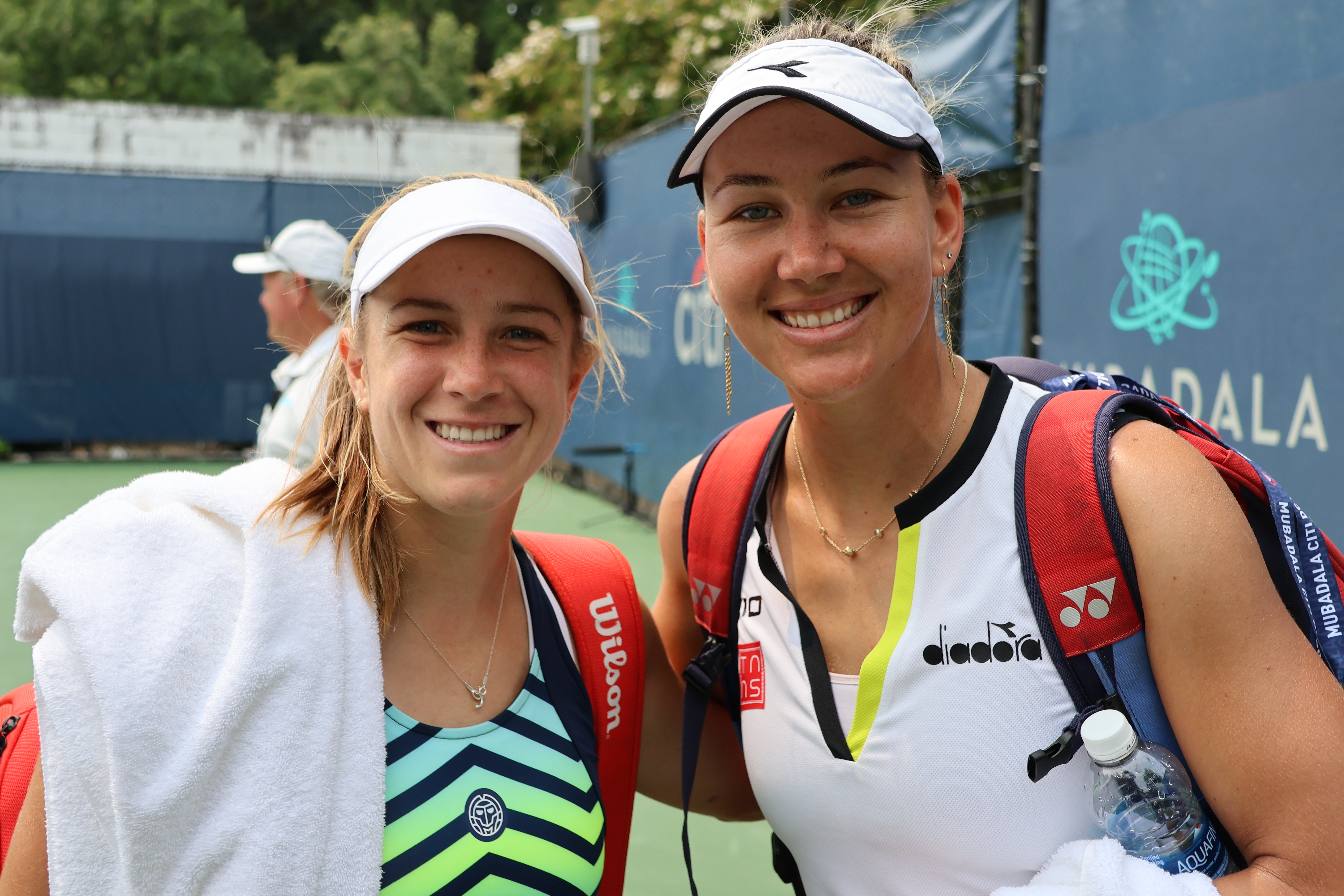
Se spoluhráčkou Melicharovou-Martinezovou na Washington Open 2023

Debut v hlavní soutěži nejvyšší grandslamové kategorie přišel v ženském deblu Australian Open 2016 v páru s krajankou Belindou Woolcockovou. Australanky po obdržení divoké karty na úvod podlehly krajankám Jessice Mooreové a Storm Sandersové. Jednalo se zároveň o její první start na okruhu WTA Tour. V grandslamové dvouhře si pak poprvé zahrála na US Open 2016, když ji Australský tenisový svaz opět udělil divokou kartu do hlavní newyorské soutěže. V prvním kole však získala jen dva gemy na Číňanku Čang Šuaj.
Premiérový vyhraný zápas ve dvouhře túry WTA si připsala na lednovém Sydney International 2018 poté, co jí ve druhém setu skrečovala pátá nasazená Francouzka a světová jedenáctka Kristina Mladenovicová. Ve druhém kole nenašla recept na pozdější finalistku Ashleigh Bartyovou.
Premiérové finále na okruhu WTA Tour odehrála ve čtyřhře Internationaux de Strasbourg 2019, konaného na štrasburské antuce. S krajankou Darjou Gavrilovovou do soutěže nastoupily až jako náhradnice po odstoupení turnajových jedniček sester Čanových. Turnajem prošly bez ztráty setu. Ve finále zdolaly čínskou dvojici Tuan Jing-jing a Chan Sin-jün.

## Finále Turnaje mistryň

### Čtyřhra: 1 (0–1)
| Stav       | rok  | turnaj         | povrch | spoluhráčka                 | soupeřky ve finále                  | výsledek |
| ---------- | ---- | -------------- | ------ | --------------------------- | ----------------------------------- | -------- |
| Finalistka | 2023 | Cancún, Mexiko | tvrdý  | Nicole Melichar-Martinezová | Laura Siegemundová Věra Zvonarevová | 4–6, 4–6 |

## Finále na okruhu WTA Tour

### Čtyřhra: 24 (8–16)
| Legenda                                        |
| ---------------------------------------------- |
| Grand Slam (0)                                 |
| Turnaj mistryň (0–1)                           |
| Premier Mandatory & Premier 5 / WTA 1000 (0–4) |
| Premier / WTA 500 (3–3)                        |
| International / WTA 250 (5–8)                  |

| Stav       | č.  | datum             | turnaj                         | kategorie      | povrch     | spoluhráčka                 | soupeřky ve finále                      | výsledek              |
| ---------- | --- | ----------------- | ------------------------------ | -------------- | ---------- | --------------------------- | --------------------------------------- | --------------------- |
| Vítězka    | 1.  | 25. května 2019   | Štrasburk, Francie             | International  | antuka     | Darja Gavrilovová           | Tuan Jing-jing Chan Sin-jün             | 6–4, 6–3              |
| Finalistka | 1.  | 16. června 2019   | Nottingham, Spojené království | International  | tráva      | Arina Rodionovová           | Desirae Krawczyková Giuliana Olmosová   | 6–7(5–7), 5–7         |
| Finalistka | 2.  | 17. února 2020    | Hua Hin, Thajsko               | International  | tvrdý      | Barbara Haasová             | Storm Sandersová Arina Rodionovová      | 6–3, 6–3              |
| Finalistka | 3.  | 13. září 2020     | Istanbul, Turecko              | International  | antuka     | Storm Sandersová            | Alexa Guarachiová Desirae Krawczyková   | 1–6, 3–6              |
| Vítězka    | 2.  | 14. března 2021   | Guadalajara, Mexiko            | WTA 250        | tvrdý      | Astra Sharmaová             | Desirae Krawczyková Giuliana Olmosová   | 6–4, 6–4              |
| Finalistka | 4.  | 18. dubna 2021    | Charleston, Spojené státy      | WTA 250        | antuka (z) | Storm Sandersová            | Hailey Baptisteová Caty McNallyová      | 7–6(7–4), 4–6, [6–10] |
| Finalistka | 5.  | 20. června 2021   | Birmingham, Spojené království | WTA 250        | tráva      | Ons Džabúrová               | Marie Bouzková Lucie Hradecká           | 4–6, 6–2, [8–10]      |
| Vítězka    | 3.  | říjen 2021        | Tenerife, Španělsko            | WTA 250        | tvrdý      | Ulrikke Eikeriová           | Marta Kosťuková Ljudmyla Kičenoková     | 6–3, 6–3              |
| Vítězka    | 4.  | 11. června 2022   | 's-Hertogenbosch, Nizozemsko   | WTA 250        | tráva      | Tamara Zidanšeková          | Veronika Kuděrmetovová Elise Mertensová | 6–3, 5–7, [12–10]     |
| Finalistka | 6.  | 14. srpna 2022    | Toronto, Kanada                | WTA 1000       | tvrdý      | Nicole Melichar-Martinezová | Coco Gauffová Jessica Pegulaová         | 4–6, 7–6(7–5), [5–10] |
| Finalistka | 7.  | 21. srpna 2022    | Cincinnati, Spojené státy      | WTA 1000       | tvrdý      | Nicole Melichar-Martinezová | Ljudmyla Kičenoková Jeļena Ostapenková  | 6–7(5–7), 3–6         |
| Vítězka    | 5.  | 27. srpna 2022    | Cleveland, Spojené státy       | WTA 250        | tvrdý      | Nicole Melichar-Martinezová | Anna Danilinová Aleksandra Krunićová    | 7–5, 6–3              |
| Finalistka | 8.  | 25. září 2022     | Tokio, Japonsko                | WTA 500        | tvrdý      | Nicole Melichar-Martinezová | Giuliana Olmosová Gabriela Dabrowská    | 4–6, 4–6              |
| Finalistka | 9.  | 5. března 2023    | Austin, Spojené státy          | WTA 250        | tvrdý      | Nicole Melichar-Martinezová | Erin Routliffeová Aldila Sutjiadiová    | 4–6, 6–3, [8–10]      |
| Finalistka | 10. | 1. července 2023  | Eastbourne, Spojené království | WTA 500        | tráva      | Nicole Melichar-Martinezová | Desirae Krawczyková Demi Schuursová     | 2–6, 4–6              |
| Finalistka | 11. | 19. srpna 2023    | Cincinnati, Spojené státy      | WTA 1000       | tvrdý      | Nicole Melichar-Martinezová | Alycia Parksová Taylor Townsendová      | 7–6(7–1), 4–6, [6–10] |
| Finalistka | 12. | srpen 2023        | Cleveland, Spojené státy       | WTA 250        | tvrdý      | Nicole Melichar-Martinezová | Miju Katová Aldila Sutjiadiová          | 4–6, 7–6(7–4), [8–10] |
| Finalistka | 13. | 6. listopadu 2023 | Cancún, Mexiko                 | Turnaj mistryň | tvrdý      | Nicole Melichar-Martinezová | Laura Siegemundová Věra Zvonarevová     | 4–6, 4–6              |
| Finalistka | 14. | 4. února 2024     | Linec, Rakousko                | WTA 500        | tvrdý (h)  | Nicole Melichar-Martinezová | Sara Erraniová Jasmine Paoliniová       | 5–7, 6–4, [7–10]      |
| Finalistka | 15. | 24. února 2024    | Dubaj, Spojené arabské emiráty | WTA 1000       | tvrdý      | Nicole Melichar-Martinezová | Storm Hunterová Kateřina Siniaková      | 4–6, 2–6              |
| Vítězka    | 6.  | 3. března 2024    | San Diego, Spojené státy       | WTA 500        | tvrdý      | Nicole Melichar-Martinezová | Desirae Krawczyková Jessica Pegulaová   | 6–1, 6–2              |
| Vítězka    | 7.  | 29. června 2024   | Bad Homburg, Německo           | WTA 500        | tráva      | Nicole Melichar-Martinezová | Čan Chao-čching Veronika Kuděrmetovová  | 4–6, 6–3, [10–8]      |
| Finalistka | 16. | 20. října 2024    | Ning-po, Čína                  | WTA 500        | tvrdý      | Nicole Melichar-Martinezová | Demi Schuursová Jüan Jüe                | 3–6, 3–6              |
| Vítězka    | 8.  | 8. února 2025     | Abú Zabí, SAE                  | WTA 500        | tvrdý      | Jeļena Ostapenková          | Kristina Mladenovicová Čang Šuaj        | 6–2, 6–1              |

## Finále série WTA 125
| Legenda                  |
| ------------------------ |
| D – dvouhra; Č – čtyřhra |
| WTA 125 (2–0 Č)          |

### Čtyřhra: 2 (2–0)
| Stav    | č. | datum         | turnaj                 | povrch | spoluhráčka      | soupeřky ve finále                  | výsledek         |
| ------- | -- | ------------- | ---------------------- | ------ | ---------------- | ----------------------------------- | ---------------- |
| Vítězka | 1. | listopad 2019 | Houston, Spojené státy | tvrdý  | Luisa Stefaniová | Sharon Fichmanová Ena Šibaharaová   | 1–6, 6–4, [10–5] |
| Vítězka | 2. | květen 2023   | Reus, Španělsko        | antuka | Storm Hunterová  | Alexa Guarachiová Erin Routliffeová | 6–1, 7–6(10–8)   |

## Finále na okruhu ITF
| Dotace turnajů okruhu ITF | Dotace turnajů okruhu ITF |
| ------------------------- | ------------------------- |
| 100 000 $ tournaments     | 80 000 $ tournaments      |
| 75 000 $ tournaments      | 60 000 $ tournaments      |
| 50 000 $ tournaments      | 25 000 $ tournaments      |
| 15 000 $ tournaments      | 10 000 $ tournaments      |

### Dvouhra: 9 (2–7)
| Stav       | č. | datum         | turnaj                 | povrch | soupeřka ve finále      | výsledek      |
| ---------- | -- | ------------- | ---------------------- | ------ | ----------------------- | ------------- |
| Vítězka    | 1. | červenec 2016 | Brusel, Belgie         | antuka | Kimberley Zimmermannová | 6–2, 6–3      |
| Finalistka | 1. | srpen 2016    | Rebecq, Belgie         | antuka | Hélène Scholsenová      | 6–3, 1–6, 2–6 |
| Finalistka | 2. | červenec 2017 | Gatineau, Kanada       | tvrdý  | Aleksandra Wozniaková   | 6–7(4–7), 4–6 |
| Finalistka | 3. | duben2018     | Canberra, Austrálie    | antuka | Jaimee Fourlisová       | 3–6, 2–6      |
| Finalistka | 4. | září 2018     | Darwin, Austrálie      | tvrdý  | Kimberly Birrellová     | 3–6, 3–6      |
| Finalistka | 5. | říjen 2018    | Brisbane, Austrálie    | tvrdý  | Sü Š'-lin               | 4–6, 3–6      |
| Finalistka | 6. | říjen 2018    | Toowoomba, Austrálie   | tvrdý  | Zoe Hivesová            | 0–6, 2–6      |
| Finalistka | 7. | říjen 2018    | Bendigo, Austrálie     | tvrdý  | Priscilla Honová        | 4–6, 6–4, 5–7 |
| Vítězka    | 2. | červenec 2019 | Ashland, Spojené státy | tvrdý  | Zoe Hivesová            | 6–2, 3–2skreč |

### Čtyřhra (19 titulů)
| Č.  | datum         | turnaj                         | povrch | spoluhráčka                | poražené finalistky                         | výsledek                  |
| --- | ------------- | ------------------------------ | ------ | -------------------------- | ------------------------------------------- | ------------------------- |
| 1.  | prosinec 2013 | Hongkong, Čína                 | tvrdý  | Abbie Myersová             | Lee Ya-hsuan CČuang Ťia-žung                | 4–6, 6–3, [10–8]          |
| 2.  | červen 2016   | Baton Rouge, Spojené státy     | tvrdý  | Lauren Herringová          | Jamie Loebová Ingrid Neelová                | 6–3, 6–3                  |
| 3.  | červenec 2016 | Brusel, Belgie                 | antuka | Carolina Meligeni Alvesová | Karin Kennelová Hélène Scholsenová          | 6–2, 6–3                  |
| 4.  | červenec 2016 | Saint-Gervais, Francie         | antuka | Abbie Myersová             | Fatma Al-Nabhaniová Estelle Cascinová       | 7–6 (7–5) , 6–2           |
| 5.  | červenec 2016 | Maaseik, Belgie                | antuka | Sally Peersová             | Deborah Kerfsová Chiara Schollová           | 6–2, 6–2                  |
| 6.  | červen 2017   | Baton Rouge, Spojené státy (2) | tvrdý  | Luisa Stefaniová           | Francesca Di Lorenzová Julia Elbabová       | 6–3, 6–4                  |
| 7.  | červenec 2017 | Granby, Kanada                 | tvrdý  | Carol Zhaová               | Alexa Guarachiová Olivia Tjandramuliová     | 6–2, 6–2                  |
| 8.  | srpen 2017    | Fort Worth, Spojené státy      | tvrdý  | Giuliana Olmosová          | Miharu Imanišiová Ajaka Okunová             | 6–4, 6–3                  |
| 9.  | únor 2018     | Launceston, Austrálie          | tvrdý  | Jessica Mooreová           | Laura Robsonová Valerija Savinychová        | 7–6(7–5), 6–4             |
| 10. | únor2018      | Perth, Austrálie               | tvrdý  | Jessica Mooreová           | Olivia Tjandramuliová Belinda Woolcocková   | 6–7(6–8), 6–1, [7–9]skreč |
| 11. | červen 2018   | Surbiton, Velká Británie       | tráva  | Jessica Mooreová           | Arina Rodionovová Yanina Wickmayerová       | 4–6, 7–5, [10–3]          |
| 12. | červenec 2018 | Granby, Kanada (2)             | tvrdý  | Arina Rodionovová          | Erika Semaová Aiko Jošitomiová              | 7–5, 6–4                  |
| 13. | srpen 2018    | Landisville, Spojené státy     | tvrdý  | Arina Rodionovová          | Čchen Pchej-süan Wu Fang-sien               | 6–0, 6–2                  |
| 14. | říjen 2018    | Bendigo, Austrálie             | tvrdý  | Arina Rodionovová          | Eri Hozumiová Risa Ozakiová                 | 7–5, 6–1                  |
| 15. | listopad 2018 | Canberra, Austrálie            | tvrdý  | Arina Rodionovová          | Naiktha Bainsová Destanee Aiavová           | 6–7(5–7), 6–3, [10–7]     |
| 16. | leden 2019    | Burnie, Austrálie              | tvrdý  | Arina Rodionovová          | Irina Chromačovová Maryna Zanevská          | 6–4, 6–3                  |
| 17. | leden 2020    | Burnie, Austrálie (2)          | tvrdý  | Storm Sandersová           | Desirae Krawczyková Asia Muhammadová        | 6–3, 6–2                  |
| 18. | březen 2022   | Bendigo, Austrálie             | tvrdý  | Jaimee Fourlisová          | Gabriella Da Silva-Ficková Alana Parnabyová | 6–1, 6–1                  |
| 19. | květen 2023   | Platja d'Aro, Španělsko        | antuka | Ashley Laheyová            | Francisca Jorgeová Matilde Jorgeová         | 6–3, 3–6, [12–10]         |

## Finále soutěží družstev: 1 (0–1)
| Výsledek   | č. | datum a místo konání                                                                              | spoluhráčky                                                              | soupeřky                                                                  | skóre |
| ---------- | -- | ------------------------------------------------------------------------------------------------- | ------------------------------------------------------------------------ | ------------------------------------------------------------------------- | ----- |
| Finalistka | 1. | Billie Jean King Cup 2022 13. listopadu 2022 Glasgow, Velká Británie tvrdý (hala), Emirates Arena | Ajla Tomljanovićová Priscilla Honová Storm Sandersová Samantha Stosurová | Švýcarsko                                                                 | 0-2   |
| Finalistka | 1. | Billie Jean King Cup 2022 13. listopadu 2022 Glasgow, Velká Británie tvrdý (hala), Emirates Arena | Ajla Tomljanovićová Priscilla Honová Storm Sandersová Samantha Stosurová | Belinda Bencicová Jil Teichmannová Viktorija Golubicová Simona Waltertová | 0-2   |